# アデル・ド・ポンチュー
アデル・ド・ポンチュー（Adèle de Ponthieu, 1110年ごろ - 1174年10月10日）は、ポンチュー伯ギヨーム3世とエレーヌ・ド・ブルゴーニュの娘。エラ（Ela）ともいわれる。第3代サリー伯ウィリアム・ド・ワーレンと結婚、のち初代ソールズベリー伯パトリックと結婚した。

## 生涯
アデルはポンチュー伯ギヨーム3世（モンゴメリー領主）とエレーヌ・ド・ブルゴーニュの娘として1110年ごろに生まれた。『ノルマンディー公武勲詩』には、3人の兄弟と1人の姉妹がいたと記されている。
父方の祖父母は、第3代シュルーズベリー伯ロバート・オブ・ベレームとポンチュー女伯アニェス・ド・ポンチューである。また、母方の祖父母はブルゴーニュ公ウード1世とシビーユ・ド・ブルゴーニュである。
アデルは1174年10月10日に死去した。

## 結婚と子女
アデルは最初に第3代サリー伯ウィリアム・ド・ワーレンと結婚し、1女をもうけた。
- イザベル（1137年頃 - 1203年）[7] - 第4代サリー女伯[1]。1148年にイングランド王スティーブンの息子ギヨーム1世と結婚し、ギヨームは妻の権利によりサリー伯となった[8]。この結婚で子供は生まれなかった。1164年にイングランド王ヘンリー2世の異母弟ハメリン・ド・ワーレンと結婚し、ハメリンは妻の権利によりサリー伯となった[7]。2人の間には4子が生まれた。

最初の夫第3代サリー伯ウィリアムは1148年1月にカドモス山の戦いで戦死した。
1148年または1149年に初代ソールズベリー伯パトリックと再婚した。
- ウィリアム（1196年没） - 第2代ソールズベリー伯。一人娘エラは第3代ソールズベリー女伯となった[12]。エラはイングランド王ヘンリー2世の庶子ウィリアム・ロングスピーと結婚した。エラはラコック修道院とヒントン修道院を創建し、夫が亡くなった後は夫が務めていたウィルトシャーの長官の職を引き継いだ[12]。
- ウォルター - 早世
- パトリック - 早世
- フィリップ - 早世